# Chrysosoma siderum
Chrysosoma siderum är en tvåvingeart som beskrevs av Octave Parent 1934. Chrysosoma siderum ingår i släktet Chrysosoma och familjen styltflugor. Inga underarter finns listade i Catalogue of Life.